# نامدی آسوموا
نامدی آسومْوا (انگلیسی: Nnamdi Asomugha; ‎i‎/ˈnɑːmdi ˈɑːsəmwɑː/‎ NAHM-dee AH-sə-mwah، زادهٔ ۶ ژوئیه ۱۹۸۱) بازیگر، کارگردان، تهیه‌کننده و بازیکن حرفه‌ای سابق فوتبال آمریکایی اهل ایالات متحده است. او به مدت ۱۱ فصل در لیگ ملی فوتبال آمریکا برای تیم‌های اوکلند ریدرز، فیلادلفیا ایگلز و سان فرانسیسکو فورتی ناینرز در پُست کرنربک بازی کرد. آسوموا فوتبال کالجی را در تیم کالیفرنیا گلدن بیرز بازی کرد و در دور نخست درفت ان‌اف‌ال سال ۲۰۰۳ توسط تیم ریدرز انتخاب شد. او در طول چندین سال به‌عنوان یکی از بهترین کرنربک‌های شات‌داون در ان‌اف‌ال شناخته می‌شد. طی دوران ۱۱ سالهٔ حرفه‌ای‌اش، چهار بار به تیم آل-پرو راه یافت که دو بار آن در ترکیب تیم نخست بود. آسوموا در تیم منتخب دههٔ ۲۰۰۰ فاکس اسپورتس و همچنین تیم منتخب دههٔ ۲۰۰۰ یواس‌ای تودی قرار گرفت و یکی از بزرگ‌ترین بازیکنان تاریخ تیم اوکلند ریدرز به‌شمار می‌رود.
او برای ایفای نقش کارل کینگ در فیلم Crown Heights‏ (۲۰۱۷) با تحسین منتقدان روبه‌رو شد. برای همین نقش، نامزد دریافت جایزهٔ ایندیپندنت اسپیریت برای بهترین بازیگر مرد مکمل و نیز جایزه ایمیج برای بازیگر مرد مکمل برجسته در یک فیلم سینمایی شد. ورایتی او را یکی از هفت بازیگر نوظهور سال ۲۰۱۷ معرفی کرد.
آسوموا در سال ۲۰۲۰ با ایفای نقش سرباز یکم ملوین پیترسون در نمایش برندهٔ جایزه پولیتزر A Soldier’s Play برای نخستین‌بار در برادوی ظاهر شد؛ نقشی که در اجرای خارج از برادوی، دنزل واشینگتن ایفا کرده بود. همان سال، این نمایش برندهٔ جایزه تونی برای بهترین احیای نمایشنامه شد.
او برای فیلم عشق سیلوی (۲۰۲۰) — که هم تهیه‌کنندگی و هم بازیگری آن را بر عهده داشت — نخستین نامزدی‌اش را در جوایز امی ساعات پربیننده در بخش بهترین فیلم تلویزیونی دریافت کرد. در همان سال، ورایتی او را یکی از «۱۰ تهیه‌کنندهٔ شایستهٔ توجه» معرفی کرد.